# Belvédère (Arnhem)

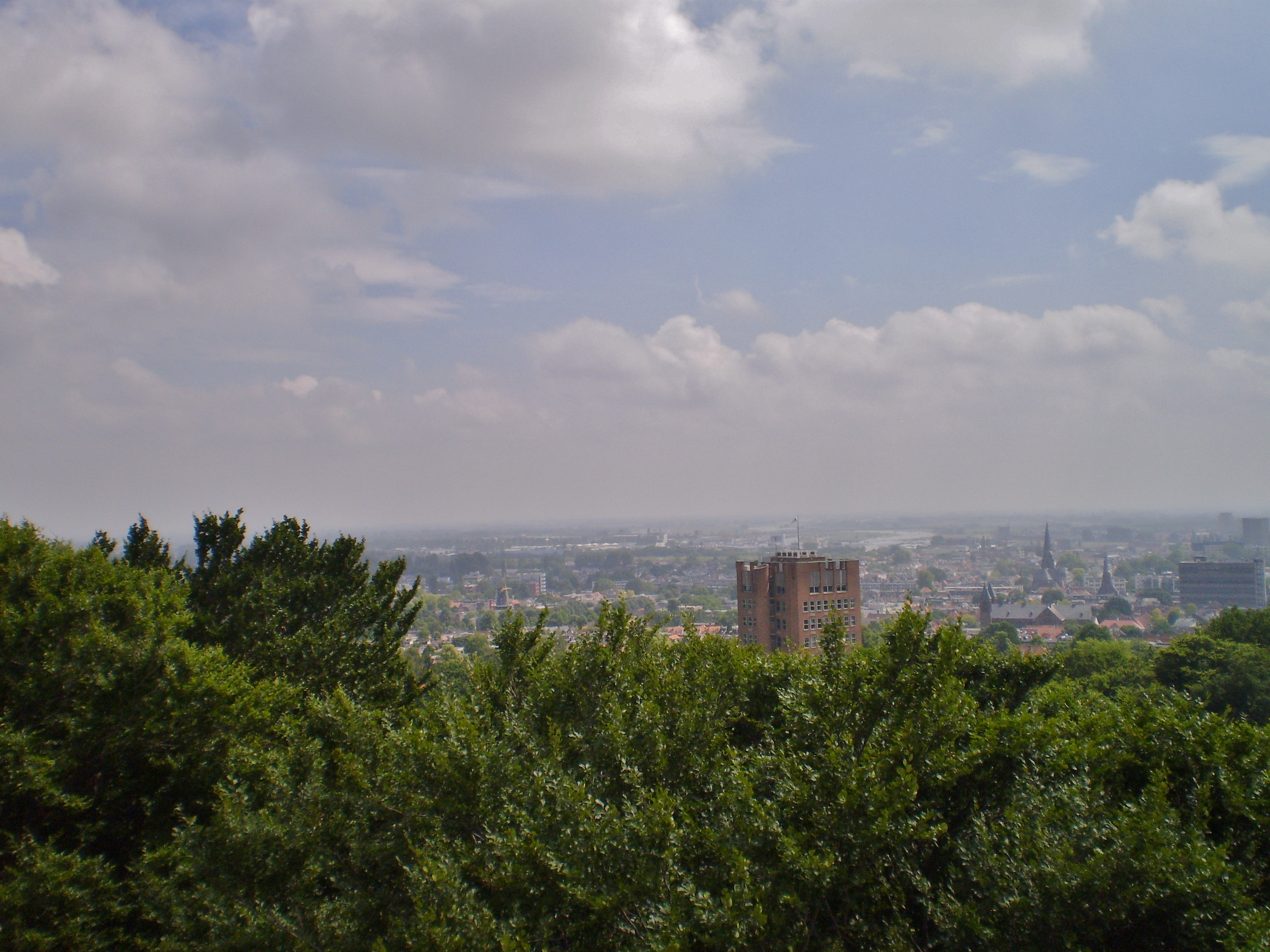
Uitzicht vanuit de Belvédère

De Belvédère in park Sonsbeek is een uitzichttoren in Park Sonsbeek in Arnhem. De belvédère werd in de 19e eeuw gebouwd in opdracht van baron H.J.C.J. van Heeckeren van Enghuizen. Baron van Heeckeren was in 1821 eigenaar van Park Sonsbeek geworden.
Tussen 1824 en 1826 liet de baron als eigenaar van Sonsbeek de belvédère bouwen. Deze uitkijktoren was 24 meter hoog en bood uitzicht over de stad en de wijde omgeving.
De toren staat boven op de 70 meter hoge Ruyterenberg, nabij De Ronde Weide in het park. De top van de 30 meter hoge toren is net zo hoog als de Arnhemse Sint-Eusebiuskerk, ongeveer 100 meter boven NAP. In 1954 werd de toren met 5,60 meter verhoogd om boven de kruinen van de steeds hoger geworden bomen uit te komen.
De belvédère heeft een wenteltrap van 140 treden. De toren is alleen op zondagmiddag opengesteld voor publiek. Bij helder weer zijn Tiel, Nijmegen en het Duitse Emmerik te zien.